# Via Borgoleoni
Via Borgoleoni è anche nota come via Borgo Dei Leoni ed appartiene alla parte rinascimentale di Ferrara. Inizia da largo Castello e da corso della Giovecca e finisce in corso Porta Mare. Il suo tracciato più vicino al centro cittadino prosegue in modo rettilineo corso Martiri della Libertà.

## Storia
Sino al momento dell'Addizione Erculea del 1492 l'area sulla quale si trova la via era immediatamente a nord ed esterna all'allora cinta muraria estense.
La via venne ripetutamente selciata. La prima volta che se ne ha conferma storica avvenne nel 1418 per ordine di Giovanni Cossa, ancora nel 1473, per volere di Ercole I d'Este e poi nel 1507. Le vie più importanti di Ferrara sino alla metà del XVI secolo erano rifinite con selce di Monselice ma da quel momento si scelse un diverso sistema perché la selce risultata pericolosa per i cavalli. Si passò così ai mattoni in cotto disposti a spina di pesce. 
Nel 1779, col cardinale legato Francesco Carafa e quando a Ferrara, dopo la devoluzione, era stato restaurato il governo diretto dello Stato Pontificio, si tornò alla situazione primitiva con l'utilizzo dei ciottoli di fiume.

### Origini del nome

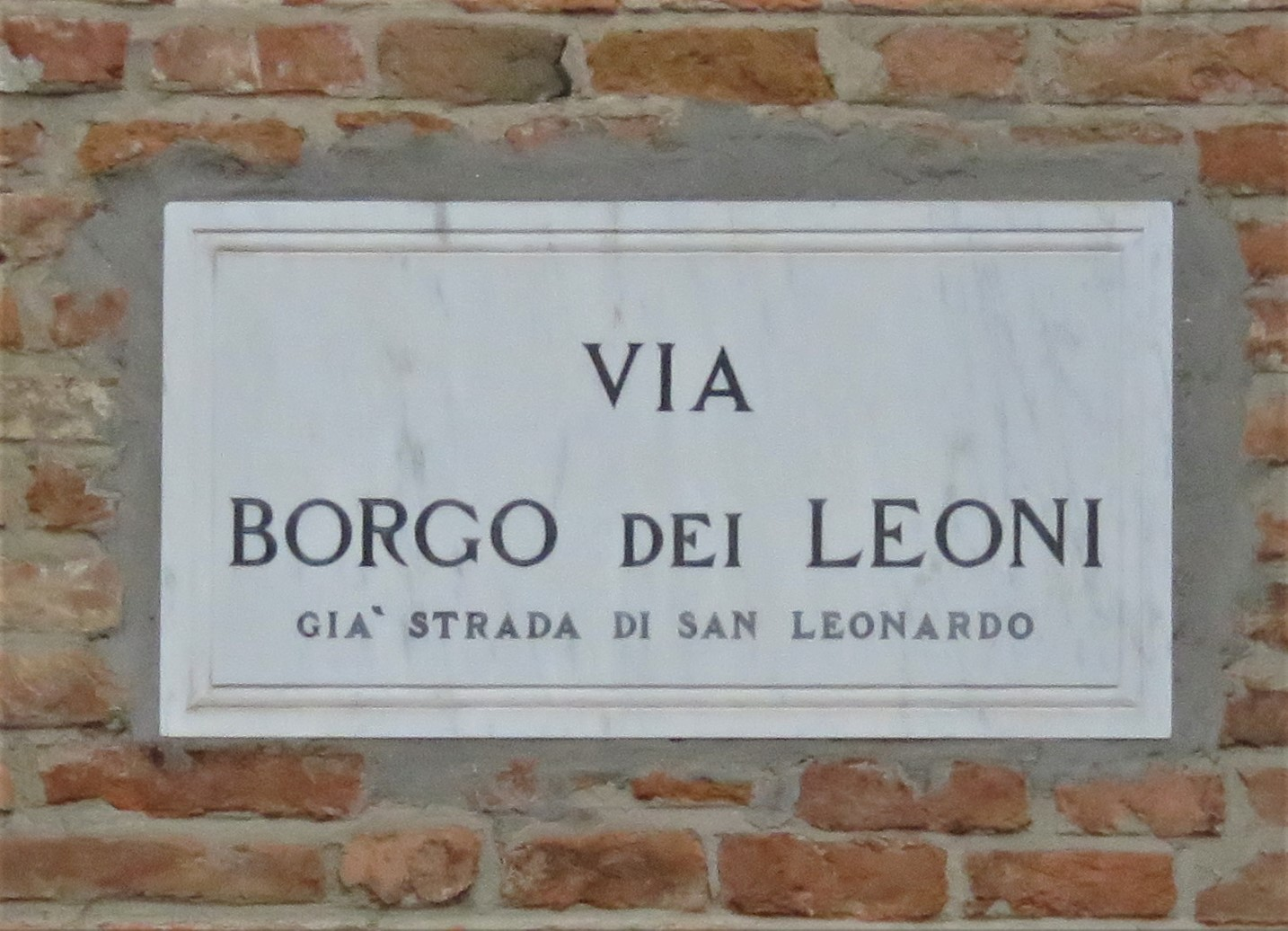
Targa di via Borgoleoni, già strada di San Leonardo.

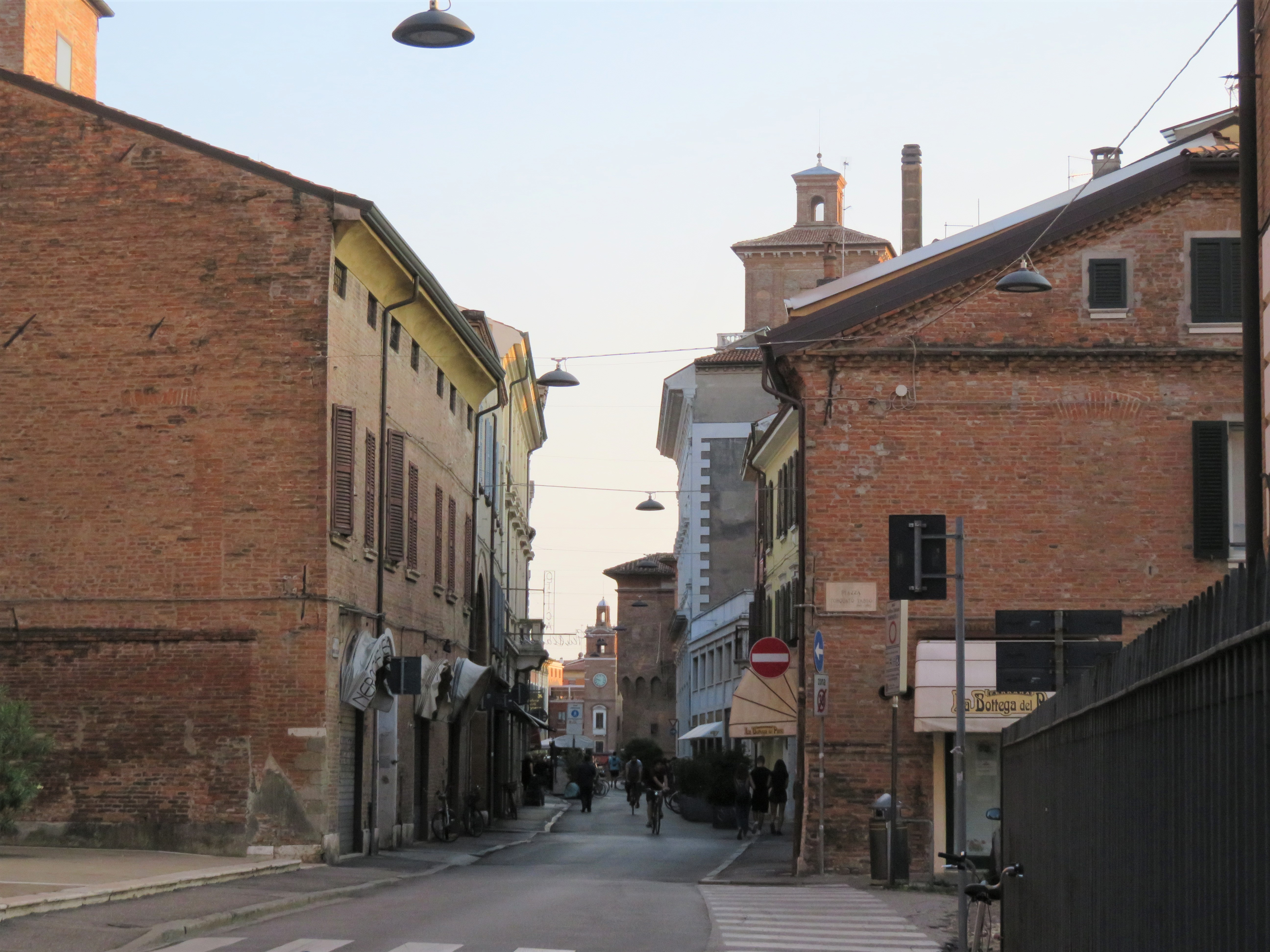
Da via Borgoleoni, qui all'altezza di piazza Torquato Tasso, si ha una vista che arriva sino alla torre dell'orologio in fondo a corso Martiri della Libertà, in piazza Trento e Trieste.

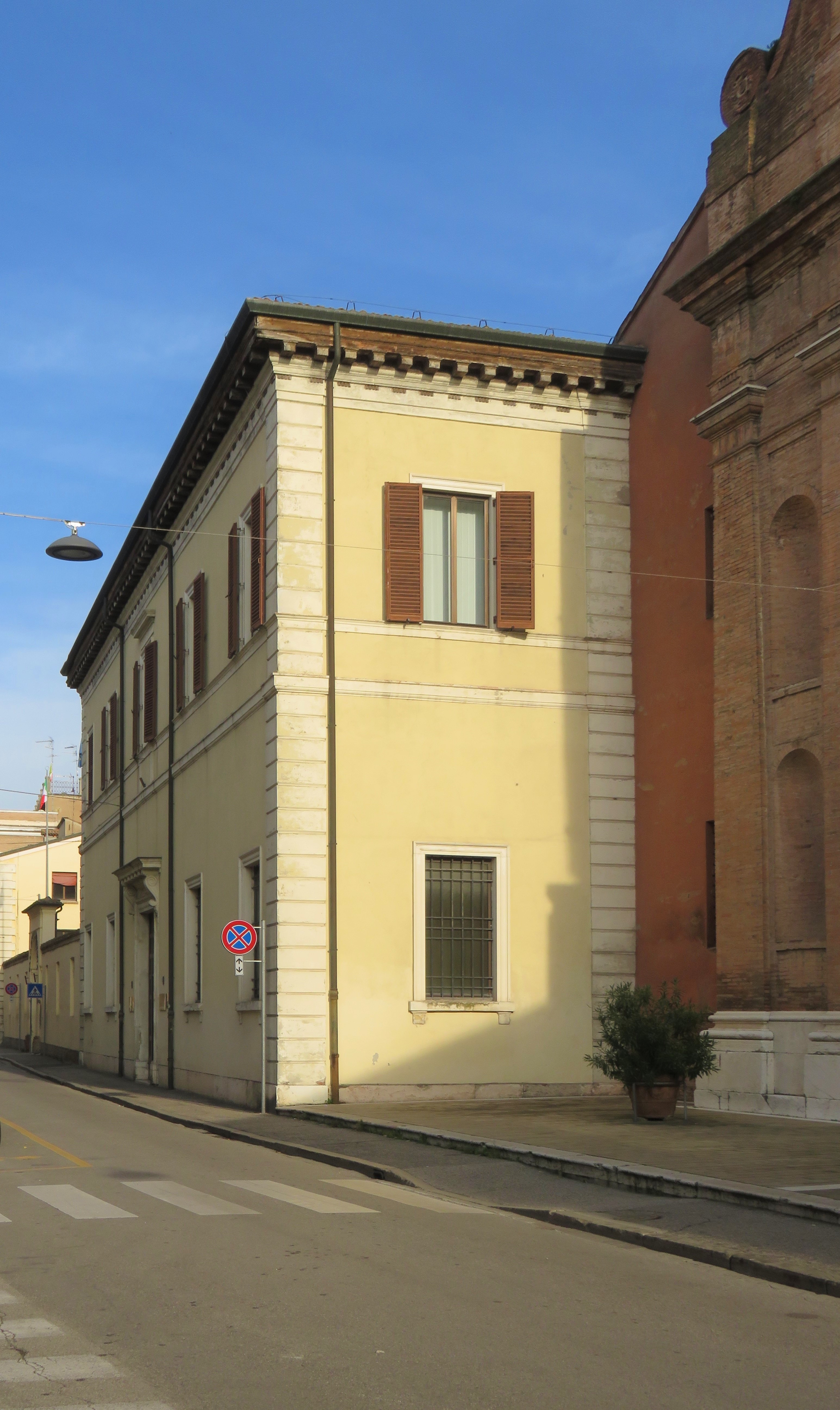
Zona del Palazzo di Giustizia, in passato sede del Liceo Ariosto. Sulla sinistra la Chiesa del Gesù.

La via parte dall'antico Canton della Campana, che si trovava sulla torre dei Leoni del Castello Estense, ma è anche possibile che il punto di partenza si riferisse all'Osteria della Campana, posizionata fuori dalle mura sino alla fine del XV secolo. A lungo il suo nome fu quello di strada di San Leonardo per la presenza di una parrocchiale dedicata al santo. In seguito alla battaglia di Parma del 1248 i ferraresi, alleati del papa contro Federico II di Svevia, alla sua sconfitta portarono a Ferrara come preda di guerra due leoni che erano appartenuti all'imperatore. Questi, sinché vissero, rimasero nel borgo di San Leonardo che iniziò ad essere chiamato Borgo dei Leoni. La chiesa fu poi soppressa nel periodo napoleonico, nel 1801.
Un altro nome che venne usato fu quello di via del Gesù, per la chiesa eretta sulla via nel 1573, accanto alla quale stava il collegio dei Gesuiti, poi sede scolastica ed infine di tribunale.

## Luoghi d'interesse
Il palazzo delle Assicurazioni Generali e il palazzo della Camera di commercio si trovano, uno di fronte all'altro, all'inizio della via in largo Castello.
Lungo la via si trovano poi palazzo Naselli Crispi, sede del Consorzio di Bonifica, il Palazzo di Giustizia e palazzo Balbo (già palazzo Del Sale).